# Mutlu (Diyadin)
Mutlu (türkisch für Glücklich), (kurd. Karaca) ist ein Dorf im Landkreis Diyadin der türkischen Provinz Ağrı mit 558 Einwohnern (Stand: Ende 2024). Mutlu liegt in Ostanatolien auf 2.325 m über dem Meeresspiegel, ca. 21 km südwestlich von Diyadin.
Vor der Umbenennung zu Mutlu (türk. glücklich) hieß die Ortschaft Karaca. Die Umbenennung erfolgte nach 1945. Die Volkszählung von 1945 führt das Dorf noch mit seinem ursprünglichen Namen auf. Der frühere Name ist auch beim Katasteramt registriert.
1945 betrug die Einwohnerzahl 127. 1985 lebten in Mutlu 827 Menschen und 2009 hatte die Ortschaft 838 Einwohner.